# Microspio rolasiana
Microspio rolasiana är en ringmaskart som beskrevs av Augener 1918. Microspio rolasiana ingår i släktet Microspio och familjen Spionidae. Inga underarter finns listade i Catalogue of Life.